# Franziska Baumgarten
 (juin 2020).
Si vous disposez d'ouvrages ou d'articles de référence ou si vous connaissez des sites web de qualité traitant du thème abordé ici, merci de compléter l'article en donnant les références utiles à sa vérifiabilité et en les liant à la section « Notes et références ».
Pour les articles homonymes, voir Baumgarten.
Franziska Baumgarten (née le 26 novembre 1883 à Łódź, morte le 1er mars 1970 à Berne) est une psychologue suisse.

## Biographie
Née en Pologne le 26 novembre 1883,, Baumgarten étudie la psychologie en Suisse et dans des universités étrangères. Après son doctorat, elle se spécialise en psychologie appliquée, dans laquelle elle mène des recherches. Elle est fortement influencée par le psychologue suisse Édouard Claparède, fondateur de l'Association internationale de psychotechnique et qui initie Baumgarten à la psychotechnique. Baumgarten reconnaît l'importance et les interrelations des traits de caractère et la tendance à exercer certaines professions. Elle crée des tests qui mesurent la personnalité.
En 1924, elle épouse le psychiatre Moritz Tramer, avec qui elle part de Berlin pour la Suisse. Le couple vit d'abord à Soleure avant de s'installer à Berne en 1945. Les deux se soutiennent professionnellement et publient également ensemble. Franziska Baumgarten est professeur de psychologie à l'université de Berne en 1929 et prend sa retraite en 1954.
En 1933, elle écrit Les Traits de caractère, l'un des premiers travaux sur l'approche lexicale, qu'Allport et Odbert reprennent en 1936 et qui conduit au développement des Big Five.
Après la Seconde Guerre mondiale, elle reconstruit l'Association internationale de psychotechnique, devenue ultérieurement l'International Association of Applied Psychology (en) et organise à l'automne 1949 le Congrès international de psychotechnique à Berne.
En 1949, Baumgarten travaille sur l'intrication de la psychologie de langue allemande et de l'idéologie nazie avec Les psychologues allemands et les événements temporels.
Elle meurt le 1er mars 1970 à Berne.